# Krunoslav Levačić
Krunoslav Levačić (* 1957 in Zagreb) ist ein kroatischer (zunächst jugoslawischer) Jazz-Schlagzeuger.
Levačić, der als Autodidakt Schlagzeug lernte, interessierte sich bereits in seiner Kindheit für Jazz. Er trat ab 1974 öffentlich auf. Ab 1989 begann er auch in Deutschland zu spielen; zwischen 1991 und 1996 lebte und arbeitete er in Köln. Von 1996 bis heute kam es zu vielen Auftritten und Aufnahmen mit zahlreichen bekannten Musikern und Ensembles: Lee Konitz, Sam Rivers, Charlie Mariano, Gramelot Ensemble, Charles Gayle, Tamara Obrovac, Greg Cohen, Thomas Clausen, Simone Zanchini, der WDR Big Band Köln, Ferenc Snétberger, Ralph Alessi, Joachim Ullrich Orchestra, Achim Kaufmann, Gianni Basso, Dusko Goykovich, Saša Nestorović, Zoltán Lantos, Nicolas Simion, Renato Rožić oder Vasko Atanasovski. Auch gehörte er zum Boilers Quartet und zu den Boilers All Stars. Er nahm mehr als 80 Alben mit verschiedensten Interpreten auf. Mit dem Trio von Matija Dedić begleitete er Gabi Novak. Der Gitarrist Damir Dičić holte ihn in sein Jazz Art Kvartet.